# زیلیاک‌تائو
زیلیاک‌تائو (انگلیسی: Zilyaktau) یک شهرک در شهرستان تاتیشلینسکی استان باشقیرستان کشور روسیه است.